# Agrotis cinerea
Agrotis cinerea là một loài bướm đêm trong họ Noctuidae.

## Hình ảnh

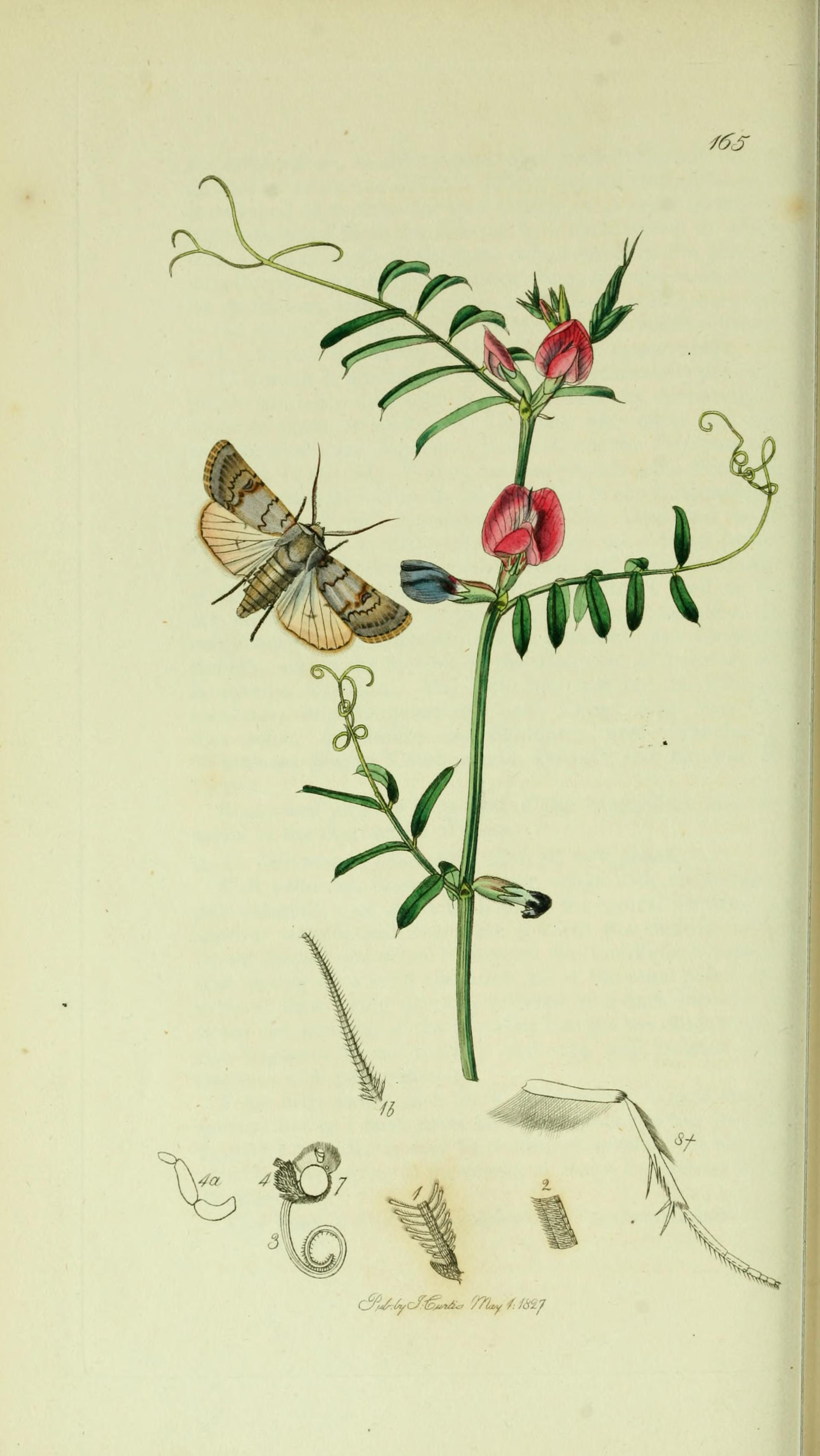
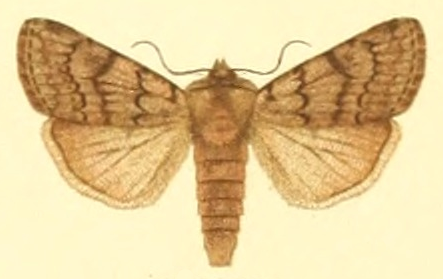
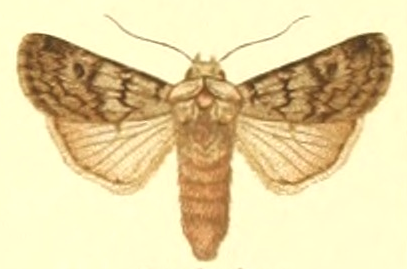
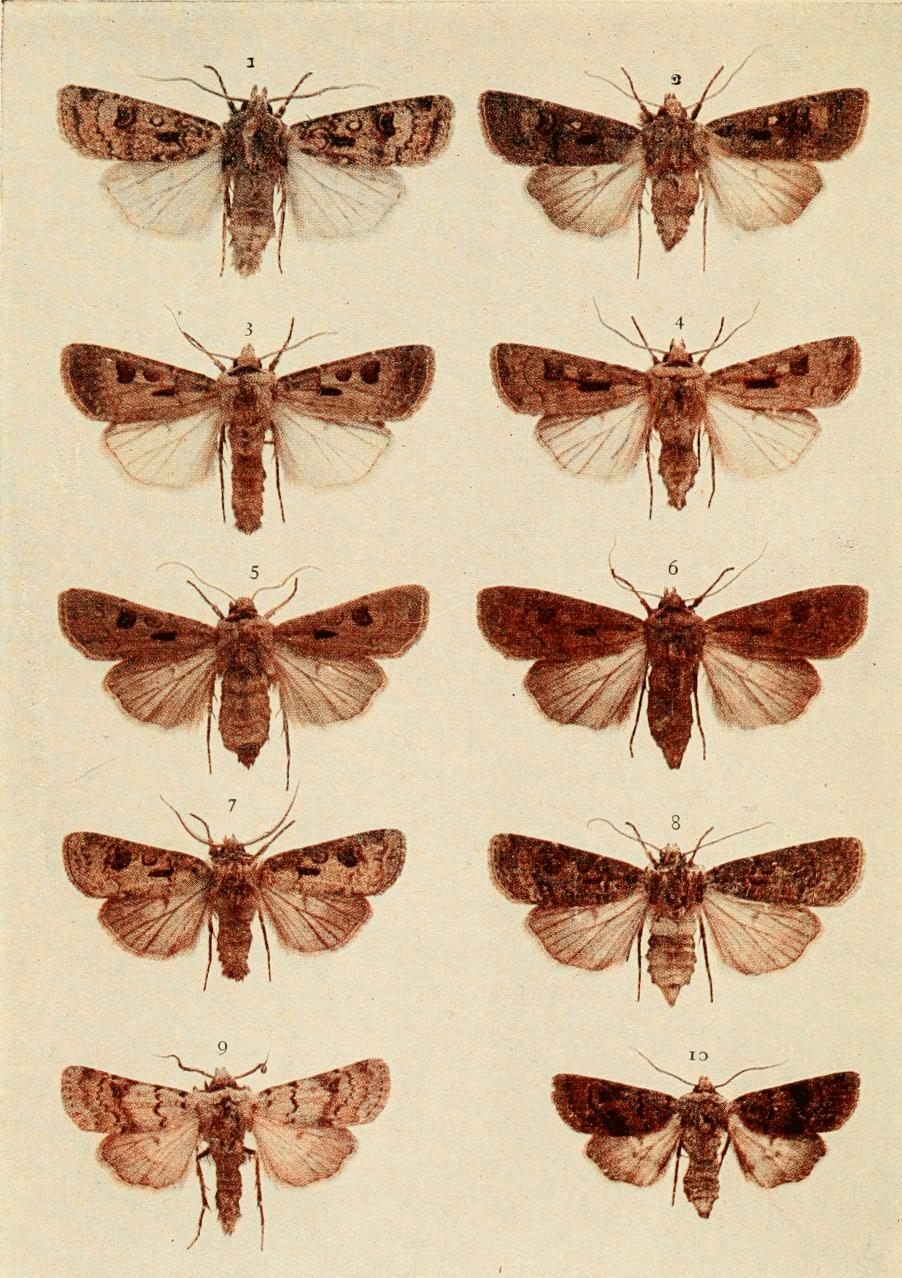